# Nicolas Girasoli
Nicolas Girasoli est un archevêque italien et nonce apostolique pour le Saint-Siège.

## Biographie
Nicolas Girasoli est né le 21 juillet 1957 à Ruvo di Puglia en Italie. Il a été ordonné le 15 juin 1980 par le pape Jean-Paul II, puis incardiné au diocèse de Molfetta-Ruvo-Giovinazzo-Terlizzi en Italie. Il est ensuite diplômé en droit canonique, et entre au service diplomatique du Saint-Siège le 1er mai 1985. Il a travaillé aux relations pontificales en Indonésie et en Australie et aux affaires générales de la secrétairerie d'État. Il a ensuite travaillé à la nonciature apostolique en Hongrie, en Belgique (en), aux États-Unis et en Argentine (en). Le 24 janvier 2006 il est nommé nonce apostolique au Malawi (en) et en Zambie avec l'élévation épiscopale au siège du diocèse titulaire d'Egnazia Appula, avec le titre d'archevêque.
C'est le cardinal Angelo Sodano qui le consacre archevêque le 11 mars 2006 assisté de Robert Sarah et de Luigi Martella (it). 
Il est ensuite nommé le 29 octobre 2011, délégué apostolique aux Antilles et nonce apostolique à la Barbade (en), à Antigua-et-Barbuda (en), aux Bahamas (en), à la Dominique (en), à la Grenade (en), au Guyana (en), à la Jamaïque (en), à Saint-Christophe-et-Niévès (en), à Sainte-Lucie (en), au Suriname (en), à Trinité-et-Tobago (en) et à Saint-Vincent-et-les-Grenadines (en).
Le 16 juin 2017, il est nommé nonce apostolique au Pérou (en), fonction qu'il quitte le 11 août 2022 lorsqu'il est nommé nonce apostolique en Slovaquie (en).